# 廿日市市
廿日市市（はつかいちし） は、広島県の西部に位置する市。日本三景のひとつである厳島を有する。

## 概要

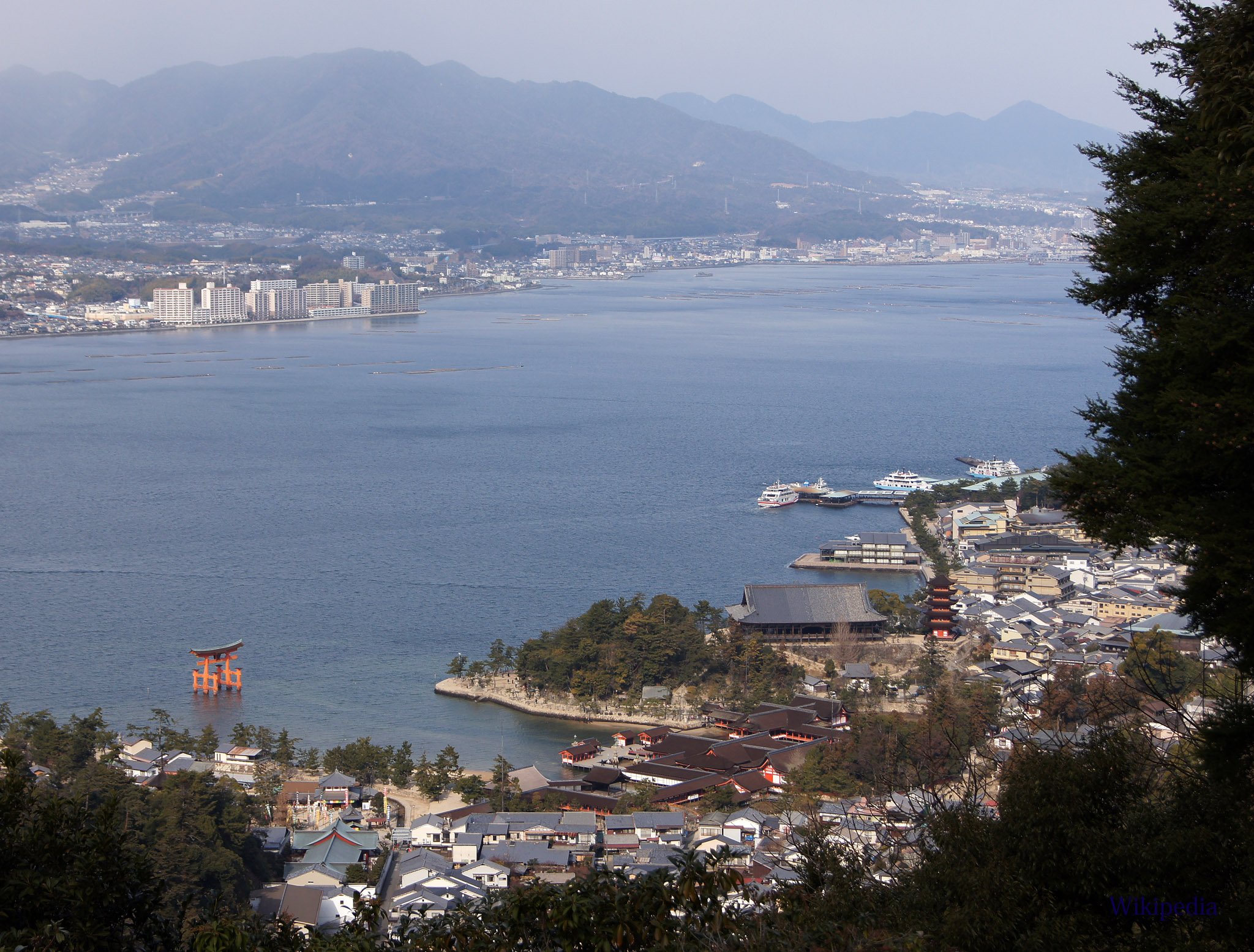
弥山からみた厳島神社および対岸の阿品・地御前

広島市の西に隣接し、瀬戸内海（広島湾）に面した港町である。
日本三景・「厳島（安芸の宮島）」が特に有名であり、同島の厳島神社および弥山原始林はユネスコの世界遺産にも指定されている。また、近代のけん玉発祥の地として知られる。
市の母体は旧佐伯郡廿日市町である。廿日市は中世以来、厳島神社の造営・修繕と西中国山地産の木材の集積を基盤とした木材産業の町であり、山陽道（西国街道）の廿日市本陣を中心に発展した。
高度経済成長期以後は広島市の西のベッドタウンとして発展し、1988年（昭和63年）4月1日に単独市制施行して「廿日市市」が発足した。全国で655番目の市、広島県では14番目の市（なお、合併により消滅した松永市と因島市を除き、存続している市としては12番目）であり、昭和時代最後に市制施行した市でもある。
旧廿日市町域は商業・工業都市の側面が濃かったが、平成の大合併によって周辺の4町村（佐伯町・吉和村・大野町・宮島町）を編入したことで、西中国山地の豊かな自然や厳島神社を含む安芸の宮島などの新しい顔を併せもつこととなった。
市域は広く瀬戸内海式気候に属するが、吉和地区（旧吉和村）のみ日本海側気候に属し、豪雪地帯にも指定されている。
都市雇用圏で全国第8位の規模を持つ広島都市圏（10%通勤圏人口約158万人）を構成する一都市である。
人口は2005年に旧宮島町・旧大野町と合併して以来横ばい傾向（合併時約11万5000人）が続いていたが、近年は微減傾向にある。沿岸部では子育て家庭などの流入があり人口増加傾向にある一方、佐伯地区・吉和地区の過疎高齢化と人口減が深刻な課題になっている。
住みやすさや市のブランド評価が高い。日経BP総合研究所による「ビジネスパーソンが選ぶ住みよい街2024」および「子育てしやすい自治体ランキング2024」ではいずれも中国・四国地方で第1位に選ばれている。特に「子育てしやすい自治体ランキング」では全国の自治体でも第26位となっている。
市の文化ホール・はつかいち文化ホール（さくらぴあ）では人口規模の割に著名な人物・団体の公演が多く催されている。また、市名の由来である「廿日の市」という市民主体の市を毎月20日に催したり、姉妹友好都市であるニュージーランド・マスタートンとの交流から、JETプログラムによってニュージーランド出身の「国際交流員」を招いて様々な活動に関わらせたりするなど、多様な取り組みが見られる。
各地の大規模合併の例に漏れず、都市基盤整備、教育・文化サービスなどの地域間格差是正が最大の課題となっている。

### 地名の由来
本来、地名としての「廿日市（はつかいち）」は西国街道の廿日市宿（現在の天神および廿日市1～2丁目付近）を指す狭い地区名称にすぎなかったが、1889年に廿日市町が発足して以降、合併を重ねて次第に広範囲を指すようになった。
廿日市という名称は、現在の中央市民センター（天神）周辺で中世以来開かれていた「廿日（はつか）の市」に由来する。厳島神社は平清盛の庇護により平安時代末期に大きく発展し、地域に影響力をもったが、鎌倉時代に入ると承久の乱に伴う権力争いの中で貞応年間（1222年 - 1224年）に火災で社殿を焼失した。鎌倉幕府の命により厳島神社を再建するために対岸の地域（現在の廿日市市廿日市周辺）に多くの鋳物師たちが移り住んだことから、塩・木材等の生活物資・再建物資の集積が始まった。
厳島神社の年4回の祭礼の最終日がいずれも20日であったことから、早くも鎌倉時代中期には毎月20日に市が立つようになり、二十日の市＝「廿日市」という名称が徐々に定着していったと思われる。
当時、この地域一帯は「佐西（ささい）の浦」と呼ばれていたと考えられている。1370年（応安3年）、今川貞世が九州探題として大宰府に下向する際に記した紀行文『道ゆきぶり』の中に、貞世が「かひだとかやいひける浦」（現在の安芸郡海田町）を通って「佐西の浦」（佐西郡の海岸、現在の広島市佐伯区五日市から廿日市市串戸付近）から宮島へ参詣し、「地の御前」（現在の廿日市市地御前）から山道に入って周防国へ向かう旨の記述がある。
廿日市という地名の初出は1454年（享徳3年）である。山口県柳井市の賀茂神社に残された当時の詫び状に、同神社の梵鐘（享徳3年頃鋳造）の鋳工「廿日市ひかしかり屋三郎次郎」の名が見える。
現在も日本各地に残る「○日市」という地名は安土桃山時代以降盛んになった市に由来するものが多く、鎌倉時代に市立てされたことが確認されている廿日市は、現存する最も古い「市」地名の一つとされる。
一日市から十日市までは各地に見られるが（市場を参照）「廿日市」は珍しく、2023年1月時点で住所表記に記載がある地名としては「廿日市」は当市が唯一の例である。かつて愛媛県内子町に廿日市地区があったが、住所表記上は同町内子となっている。

## 地理

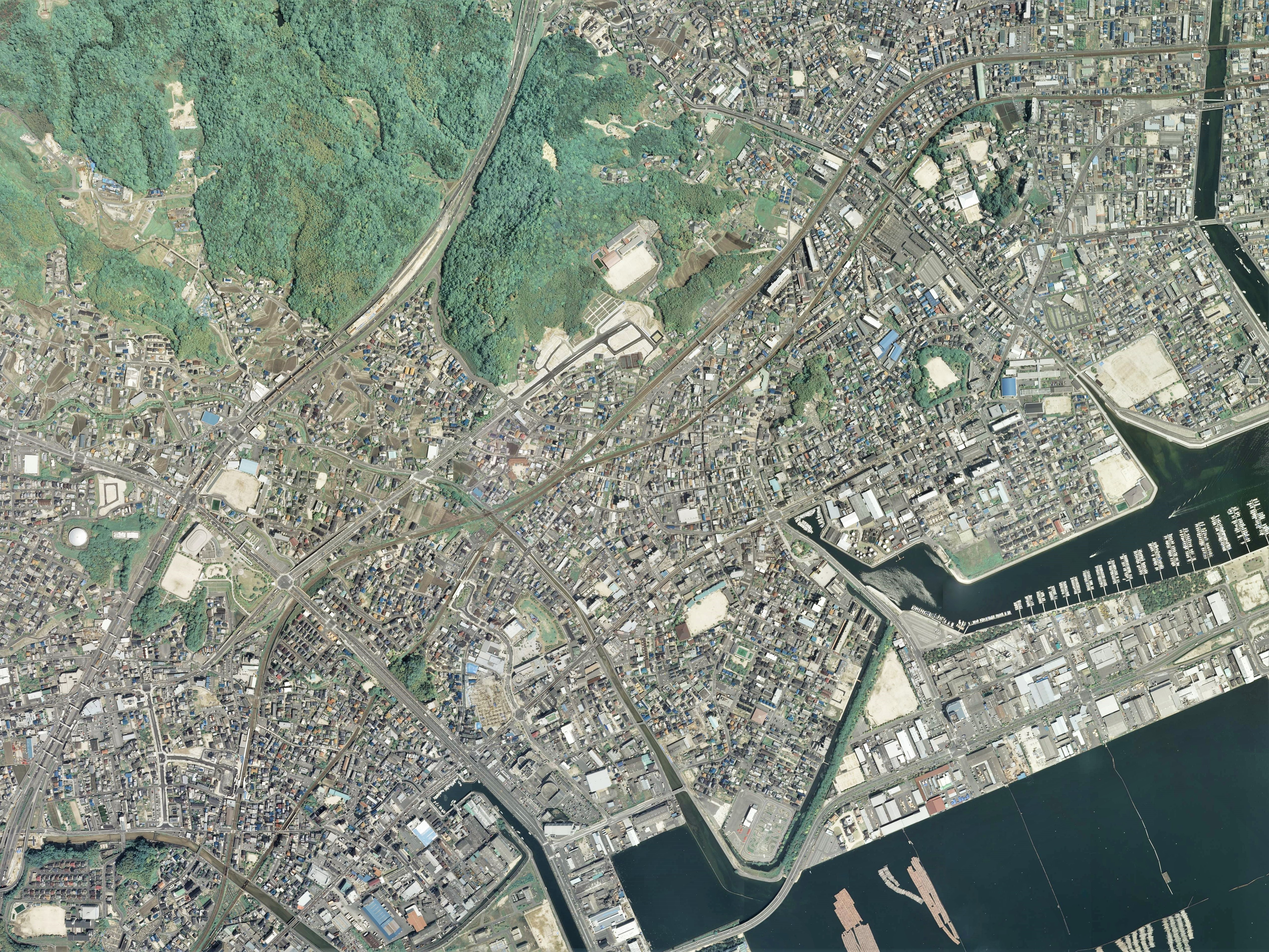
廿日市市中心部周辺の空中写真。
2008年5月21日撮影の5枚を合成作成。。

### 位置
広島県の西部に位置する。
北部は西中国山地の脊梁部で島根県・山口県とも境を接し、南は瀬戸内海（広島湾）の穏やかな海岸線が続く。
沿岸部は都市化が進む一方、内陸の農村地帯は過疎化の進行が著しい。
特定外来生物に指定されているアルゼンチンアリが1993年に市内の木材港（広島港廿日市地区）周辺において、アジアで初めて個体が採取された。
その後、日本各地に拡散・定着している。廿日市市においても生態系や住環境への被害拡大が深刻である。

### 地形

#### 山岳
主な山
- 安芸冠山（1,339メートル、吉和） - 広島県第2位の標高がある。「吉和冠山」ともいい、単に「冠山」といえばこの山を指すことが多い。山頂からの眺望の良さから、西中国山地の中でも人気のある山である。中下流部に広島平野を抱える太田川の源流であり、林野庁から水源の森100選に選定されている。
- 黒ダキ山（1,084メートル、吉和） - 登山者は稀で秘境めいているが、ベニドウダン目当てに登山する人も。登山道は概ね深い笹道である。
- 弥山（535メートル、宮島町） - 宮島にそびえる山。古来より信仰の対象とされてきた。山中には806年（大同元年）に弘法大師が護摩行をした火を絶やさず燃やすという「消えずの霊火堂」など、「弥山七不思議」という伝承が伝わる（弥山を参照）。宮島ロープウェーで気軽に山頂の近くまで登ることができ、眺望がよい。元旦には初日の出参りの人で特に賑わう。
- 大峯山（1,040メートル、玖島） - 広島市街地から一番近い千メートル峰で、登山道が整備されている。「佐伯富士」の異名を持つ。
- 極楽寺山（693メートル、原） - 山頂に真言宗の古刹・極楽寺がある。広島地方気象台が発表する「広島の初冠雪」とは、その冬初めて極楽寺山が雪化粧していると麓から観測したことを指す[3]。
- 野貝原山（719メートル、明石） - なだらかな頂上一帯はかつてのうが高原として開発されたが、後に廃墟となる。電波中継所がある。

#### 河川
主な川
- 小瀬川
- 太田川 - 上流部が吉和地区を流れる。
- 御手洗川
- 可愛川
- 永慶寺川
- 毛保川

### 気候
沿岸部（廿日市・大野・宮島）
瀬戸内海式気候に属し、年間を通して温暖・少雨である。
市の年平均気温は15.2℃、年降水量の平年値は1554.6ミリ。これは廿日市小学校校庭（四等三角点）の計測値である。
雨は梅雨期と台風接近時に集中する。積雪は沿岸部では少ない。夏の夕方には、日中の海風と夜間の陸風の交替による「夕凪（ゆうなぎ）」という無風状態が顕著に起こる。暑さ・日差し・高い湿度に加えて、2時間から3時間以上もまったくの無風状態が続くのが、周辺では夏の風物詩になっている。
佐伯地区
沿岸部と吉和地区の中間にある中山間地域であり、冷涼多雨の傾向にある。
地区の中心である津田には、気象庁のアメダス観測機器が設置されているが、梅雨末期や台風接近時にはしばしば、1時間降水量や1日降水量などで周辺より突出した値を観測している（アメダス「廿日市津田」の観測史上最大1時間降水量は、1987年（昭和62年）9月11日の87ミリ。最大日降水量は、2005年（平成17年）9月6日の346ミリ）。
吉和地区
内陸部にある吉和地区は、市内で唯一日本海側気候に属する。吉和地区は沿岸部に比べて月別平均気温が5℃以上低く（月平均気温は1月がマイナス2.0℃、8月が22.3℃）、豪雪地帯対策特別措置法の定める「豪雪地帯」でもある（ちなみに、吉和地区が「豪雪地帯」の日本最南端）。1963年（昭和38年）のいわゆる三八豪雪では、1月31日に吉和集落で積雪197cmを記録した。
降水量は市内で最も多く、平年値は2194.6ミリとなっている。
| 廿日市津田（1991年 - 2020年）の気候 | 廿日市津田（1991年 - 2020年）の気候 | 廿日市津田（1991年 - 2020年）の気候 | 廿日市津田（1991年 - 2020年）の気候 | 廿日市津田（1991年 - 2020年）の気候 | 廿日市津田（1991年 - 2020年）の気候 | 廿日市津田（1991年 - 2020年）の気候 | 廿日市津田（1991年 - 2020年）の気候 | 廿日市津田（1991年 - 2020年）の気候 | 廿日市津田（1991年 - 2020年）の気候 | 廿日市津田（1991年 - 2020年）の気候 | 廿日市津田（1991年 - 2020年）の気候 | 廿日市津田（1991年 - 2020年）の気候 | 廿日市津田（1991年 - 2020年）の気候 |
| 月                                  | 1月                                 | 2月                                 | 3月                                 | 4月                                 | 5月                                 | 6月                                 | 7月                                 | 8月                                 | 9月                                 | 10月                                | 11月                                | 12月                                | 年                                  |
| ----------------------------------- | ----------------------------------- | ----------------------------------- | ----------------------------------- | ----------------------------------- | ----------------------------------- | ----------------------------------- | ----------------------------------- | ----------------------------------- | ----------------------------------- | ----------------------------------- | ----------------------------------- | ----------------------------------- | ----------------------------------- |
| 最高気温記録 °C （°F）              | 17.2 (63)                           | 19.8 (67.6)                         | 22.8 (73)                           | 29.1 (84.4)                         | 31.5 (88.7)                         | 33.0 (91.4)                         | 37.4 (99.3)                         | 36.7 (98.1)                         | 35.4 (95.7)                         | 29.4 (84.9)                         | 24.5 (76.1)                         | 19.5 (67.1)                         | 37.4 (99.3)                         |
| 平均最高気温 °C （°F）              | 6.7 (44.1)                          | 8.1 (46.6)                          | 12.2 (54)                           | 18.1 (64.6)                         | 23.1 (73.6)                         | 25.8 (78.4)                         | 29.3 (84.7)                         | 30.7 (87.3)                         | 26.9 (80.4)                         | 21.3 (70.3)                         | 15.3 (59.5)                         | 9.2 (48.6)                          | 18.9 (66)                           |
| 日平均気温 °C （°F）                | 1.5 (34.7)                          | 2.4 (36.3)                          | 5.9 (42.6)                          | 11.4 (52.5)                         | 16.5 (61.7)                         | 20.3 (68.5)                         | 24.2 (75.6)                         | 25.0 (77)                           | 21.0 (69.8)                         | 14.8 (58.6)                         | 8.8 (47.8)                          | 3.5 (38.3)                          | 12.9 (55.2)                         |
| 平均最低気温 °C （°F）              | −2.9 (26.8)                         | −2.6 (27.3)                         | −0.1 (31.8)                         | 4.6 (40.3)                          | 9.9 (49.8)                          | 15.4 (59.7)                         | 20.1 (68.2)                         | 20.6 (69.1)                         | 16.2 (61.2)                         | 9.2 (48.6)                          | 3.2 (37.8)                          | −1.2 (29.8)                         | 7.7 (45.9)                          |
| 最低気温記録 °C （°F）              | −11.7 (10.9)                        | −13.7 (7.3)                         | −8.4 (16.9)                         | −4.8 (23.4)                         | −0.7 (30.7)                         | 5.8 (42.4)                          | 10.5 (50.9)                         | 12.5 (54.5)                         | 3.3 (37.9)                          | −2.2 (28)                           | −4.6 (23.7)                         | −10.6 (12.9)                        | −13.7 (7.3)                         |
| 降水量 mm （inch）                  | 64.5 (2.539)                        | 80.4 (3.165)                        | 144.6 (5.693)                       | 180.0 (7.087)                       | 212.1 (8.35)                        | 270.0 (10.63)                       | 343.0 (13.504)                      | 189.8 (7.472)                       | 210.8 (8.299)                       | 116.7 (4.594)                       | 82.0 (3.228)                        | 69.8 (2.748)                        | 1,948.7 (76.72)                     |
| 平均降水日数 （≥1.0 mm）            | 8.6                                 | 9.6                                 | 11.0                                | 10.0                                | 9.4                                 | 12.6                                | 12.3                                | 10.0                                | 10.0                                | 7.2                                 | 7.7                                 | 8.9                                 | 117.6                               |
| 平均月間日照時間                    | 116.9                               | 127.6                               | 165.0                               | 189.2                               | 210.0                               | 143.3                               | 149.8                               | 183.3                               | 151.9                               | 167.6                               | 142.2                               | 124.5                               | 1,874                               |
| 出典1：Japan Meteorological Agency  |                                     |                                     |                                     |                                     |                                     |                                     |                                     |                                     |                                     |                                     |                                     |                                     |                                     |
| 出典2：気象庁                       |                                     |                                     |                                     |                                     |                                     |                                     |                                     |                                     |                                     |                                     |                                     |                                     |                                     |

### 地域

#### 住宅地
- 廿日市東亜ニュータウン宮園
- 近鉄四季が丘
- 大野青葉台・宮島口ニュータウン
- 宮島台・前空
- 阿品台（広島県造成）

### 人口
廿日市市は住宅団地の開発・分譲により人口が増加してきたが、2010年代においてはほぼ横ばいである。
| |                                          |  |
| 廿日市市と全国の年齢別人口分布（2005年） | 廿日市市の年齢・男女別人口分布（2005年） |  |
| ■紫色 ― 廿日市市 ■緑色 ― 日本全国 | ■青色 ― 男性 ■赤色 ― 女性                |  |
| 廿日市市（に相当する地域）の人口の推移 \| 1970年（昭和45年） \| 57,218人 \| \| \| 1975年（昭和50年） \| 65,284人 \| \| \| 1980年（昭和55年） \| 76,592人 \| \| \| 1985年（昭和60年） \| 89,034人 \| \| \| 1990年（平成2年） \| 101,630人 \| \| \| 1995年（平成7年） \| 112,591人 \| \| \| 2000年（平成12年） \| 114,981人 \| \| \| 2005年（平成17年） \| 115,530人 \| \| \| 2010年（平成22年） \| 114,038人 \| \| \| 2015年（平成27年） \| 114,906人 \| \| \| 2020年（令和2年） \| 114,173人 \| \| |                                          |  |
| 総務省統計局 国勢調査より |                                          |  |
| 1970年（昭和45年） | 57,218人                                 |  |
| 1975年（昭和50年） | 65,284人                                 |  |
| 1980年（昭和55年） | 76,592人                                 |  |
| 1985年（昭和60年） | 89,034人                                 |  |
| 1990年（平成2年） | 101,630人                                |  |
| 1995年（平成7年） | 112,591人                                |  |
| 2000年（平成12年） | 114,981人                                |  |
| 2005年（平成17年） | 115,530人                                |  |
| 2010年（平成22年） | 114,038人                                |  |
| 2015年（平成27年） | 114,906人                                |  |
| 2020年（令和2年） | 114,173人                                |  |

旧5市町村の人口推移（国勢調査）
| 1960年の人口比 1960年国勢調査 5町村合計：49477人 大野町： 11088人 (22.41%) 宮島町： 4538人 (9.17%) 吉和村： 2377人 (4.80%) 廿日市町： 20933人 (42.30%) 佐伯町： 10481人 (21.18%) | 1980年の人口比 1980年国勢調査 5町村合計：76592人 大野町： 19968人 (26.07%) 宮島町： 3305人 (4.31%) 吉和村： 1104人 (1.44%) 廿日市町： 42315人 (55.25%) 佐伯町： 9900人 (12.93%) | 合併前の人口比 2000年国勢調査 5市町村合計：114981人 大野町： 25727人 (22.37%) 宮島町： 2193人 (1.91%) 吉和村： 853人 (0.74%) 廿日市市： 73587人 (64.00%) 佐伯町： 12621人 (10.98%) | 2015年の人口比 2015年国勢調査 廿日市市：114906人 大野地域： 27465人 (23.90%) 宮島地域： 1674人 (1.46%) 吉和地域： 616人 (0.53%) 廿日市地域： 75261人 (65.50%) 佐伯地域： 9890人 (8.61%) |  |

### 隣接自治体・行政区
広島県
- 広島市（佐伯区）
- 大竹市
- 江田島市
- 山県郡：安芸太田町

山口県
- 岩国市

島根県
- 益田市

## 歴史

### 先史
旧石器時代
現在の廿日市市域に人が居住しはじめたのは有史以前の時代のことである。市域では旧石器時代の遺跡として、冠遺跡と頓原遺跡（いずれも吉和地区）、神宮原遺跡（佐伯地区）などが見つかっている。
また、速谷神社（上平良地区）境内からは旧石器時代末期から縄文時代初めごろとされる安山岩製の槍先型石器が採集されているほか、厳島の北西岸の下室浜では後期旧石器時代のナイフ形石器が出土している（厳島を参照）。
縄文時代
縄文時代には海面の上昇（縄文海進）とともに瀬戸内海が形成され、沿岸部に人が居住していた。
地御前南町遺跡（地御前地区）からは黒曜石の石器が出土しているが、これは海を隔てておよそ100キロメートル南西にある国東半島の姫島産のもので、遠隔地とも交流があったと見られている。
土器は九州地方の影響を受けたものも多い。このほか上平良や内陸部の原地区、大野瀬戸沿いの大野地区にも縄文時代の遺跡があるほか、厳島の沿岸部にも、複数の縄文遺跡が存在している。
弥生時代
北部九州に稲作技術が伝えられるとほどなくしてこの地域でも稲作が始まった。丸小山遺跡（峰高地区）の遠賀川式土器はそのことを裏付ける典型的な西日本の弥生土器である。
また極楽寺山尾根筋の標高260メートル付近にある高尾山遺跡は典型的な弥生時代後期の高地性集落遺跡で、水も引けず耕作に適さないことから海上を見張る役割を果たしていたと考えられている。この高尾山遺跡のほか、上平良地区から原地区、宮内地区にかけては堤上遺跡、河野原遺跡（1 - 5号）、広池山1号・2号遺跡（宮園団地造成に伴い消滅）、極楽寺二三丁遺跡、風呂谷遺跡、扇平遺跡、長谷1号遺跡など、農耕には適さない高地性集落遺跡が多く見つかっている。
大野地区高畑で大正時代末に発見された「高畑貝塚」からは、海産の貝殻と共に土器片、石鏃、獣や人の骨が出土している。
旧大野町文化財協会の出版物には「当時の京都大学人類学教室の清野謙次教授の鑑定によると、人骨は約二千年前の若い女の骨で（中略）土器は弥生式土器でありました」とあり、長らく縄文から弥生期の貝塚と見なされているが、清野教授の当該論文には「土器は小破片である為によく分かり兼ねるが、恐らく縄文土器系統のものであって、末期に位するものらしい。（中略）人骨は小児骨と完全に近い熟年の頭骨（顔面骨及下顎骨を欠く）である。いづれも貝層中から出て来たものであると云ふが、頭形に於て多少の疑義がある、日本石器時代の人骨であるか、或は貝塚に後世墓地があって後世人骨が出て来たものなるや判然しない」とあり、鑑定結果が不明瞭であったことが分かる。大野地区では江戸期の貝塚である「郷貝塚」など、中世から近世のものと見られる貝塚が複数確認されており、高畑貝塚も新しい時代の貝塚、あるいは複合遺跡であった可能性が考えられる。

### 古代
飛鳥時代
この地域がヤマト王権の支配下に入ると、部民制のもと佐伯部がおかれた。一帯は佐伯郡（さへきのこほり）として安芸国に組み込まれた。佐伯部は東国人の捕虜を播磨・讃岐・伊予・安芸・阿波の5か国に移住させて品部として設定したもので、在地の豪族が「佐伯直」や「佐伯造」となって伴造として業務を管掌していた。これらの豪族は畿内の有力豪族である佐伯連（後に宿禰）に管掌されており、この地域は間接的に天皇・畿内に連なる部民であった。またこの地域の佐伯直は、後に厳島神主家となった。
伝承によると、推古天皇元年（593年）に豪族の佐伯鞍職が神託を受け、勅許を得て厳島の御笠浜に社殿を創建した（「厳島神社縁起」）とされ、これが厳島神社の由来という。
文献の初出は811年（弘仁2年）に名神に列したというもので、927年（延長5年）には『延喜式神名帳』において名神大社に列せられている。以後、廿日市市域の歴史は厳島神社の動向に大きく左右されることになる。
平安時代
佐伯郡の郡衙（役所）は現在の広島市佐伯区利松あたりにあり、種箆（へら、現在の廿日市市下平良）という郷名が承平年間（931年 - 938年）の「和名類聚抄」に見える。律令制実施後は五畿七道の山陽道（古代山陽道）が平安京から太宰府に通じる大路として整備され、市域には種箆と濃唹（おおの、現在の廿日市市大野高畑）という2箇所の駅家があった。
1146年（久安2年）、平清盛は安芸守に任ぜられ、高野山の高僧から「安芸の厳島神社を修繕すれば、並ぶ者なき官位と栄華を手に入れられよう」と預言されて厳島神社の修繕を決意し、1168年（仁安3年）には海上に浮かぶ壮麗な寝殿造の社殿を造営する。
摂津国の四天王寺からは舞楽を移し入れ、多くの武士や貴族が甲冑や刀剣、鏡面を奉納するなど京の文化が多く流入した。
中でも「平家納経」は、経文の装飾のみならず経箱・唐櫃に至るまで絢爛豪華な装飾が施されており、平安時代の工芸を今に伝える第一級史料とされる。
12世紀後半には清盛の庇護のもと、佐伯郡内でも平良荘・宮内荘（廿日市市宮内）・大竹・小方（大竹市小方）・川内・寺田・保井田・佐々利別府・石道村・久島郷（廿日市市玖島）・吉和村（廿日市市吉和）などに厳島神社社領が加増されていった。

### 中世・近世
中世には廿日市周辺は厳島神社領であった。友田興藤が大内氏に敗れて以降は、大内氏、陶晴賢に支配され、厳島の戦いの後に毛利氏の支配下となった。その後は広島藩領となった。江戸時代には西国街道の廿日市宿が置かれて栄えた。1802年の旅行記『筑紫紀行』には「人家千軒ありといへり、おほくは瓦葺にて宿屋茶屋多く町長し」とある。幕末の長州戦争では現在の市の西部が戦場になったほか、長州藩の進軍を止めるためとして、広島藩によって廿日市の宿場町が焼き払われた。

### 近代
明治時代
- 1878年（明治11年）11月1日 - 廿日市に佐伯郡役所が設置される。
- 1889年（明治22年）4月1日 - 町村制施行により佐伯郡廿日市町が成立。

### 近現代
昭和時代
- 第二次世界大戦中 - 高見山で大野鉱山が採掘を開始。各種兵器の材料となるタングステン鉱石が産出されたため、陸軍の秘匿鉱山とされた[24]。
- 1947年（昭和22年）12月5日 - 昭和天皇の戦後巡幸。宮島口駅でお召し列車を下車後、宮島に渡り岩惣旅館に宿泊。翌日は広島市へ向かった[25]。
- 1951年（昭和26年）10月 - 宮島口の海岸が第6回国民体育大会の漕艇競技会場となる。同月2日、昭和天皇が会場に行幸[26]。
- 1956年（昭和31年）9月30日 - 廿日市町・平良村・原村・宮内村・地御前村が合併して新たに廿日市町が発足。
- 1957年（昭和32年）6月10日 - 五日市町佐方の一部区域を編入。
  - 高度経済成長期以降、広島市に隣接する五日市町と西隣の廿日市町は、ともに広島市のベッドタウンとして急速に発展を遂げた。五日市町は1980年国勢調査で、廿日市町は1985年国勢調査で、それぞれ人口日本一の町となっている。両者は人口増に伴う都市基盤整備の議論の渦中におかれ、五日市町は広島市との合併を選択して、1985年（昭和60年）3月、旧町域全域を区域とする「広島市佐伯区」が発足した。当初は廿日市町も佐伯区に編入するとの案があったが、廿日市町は単独市制を選択したため立ち消えになった。
- 1988年（昭和63年）4月1日 - 市制施行し、廿日市市が発足。当初は面積47.89平方km、人口約58,000人（1985年国勢調査では52,020人）のコンパクトな市であった。

### 現代
平成
- 1989年（平成元年）6月1日 - 広島市と境界変更。
- 2003年（平成15年）3月1日 - 佐伯町・吉和村を編入。市域が約8倍に拡大する。
- 2005年（平成17年）11月3日 - 大野町・宮島町を編入。なお、これにより佐伯郡は消滅した。

## 行政

### 市長
- 市長：松本太郎（2019年11月3日就任、2023年10月無投票再選、2期目）
前市長：眞野勝弘（2007年 - 2019年）は前々市長山下三郎に続き、推薦政党は自民・民主・公明・社民・新社会党と、共産党を除くほぼ全ての政党であった。これは前職の山下が元々社会党所属だったことが影響している。革新色の強い新社会党が自民党と同じ候補を支援するのは全国的にも珍しかった。
- 副市長（任期 いずれも2024年1月1日から4年[27]）
  - 原田忠明（再任[27]）
  - 村上雅信（前・廿日市市役所生活環境部長）[27]
- 教育長：生田徳廉（令和3年4月1日 - 令和6年3月31日、再任：令和6年4月1日 - 任期3年[28]）[29]

### 役所
廿日市市庁舎のほか、旧宮島町・旧大野町・旧吉和村・旧佐伯町に支所を置いている。
廿日市市庁舎 複合施設

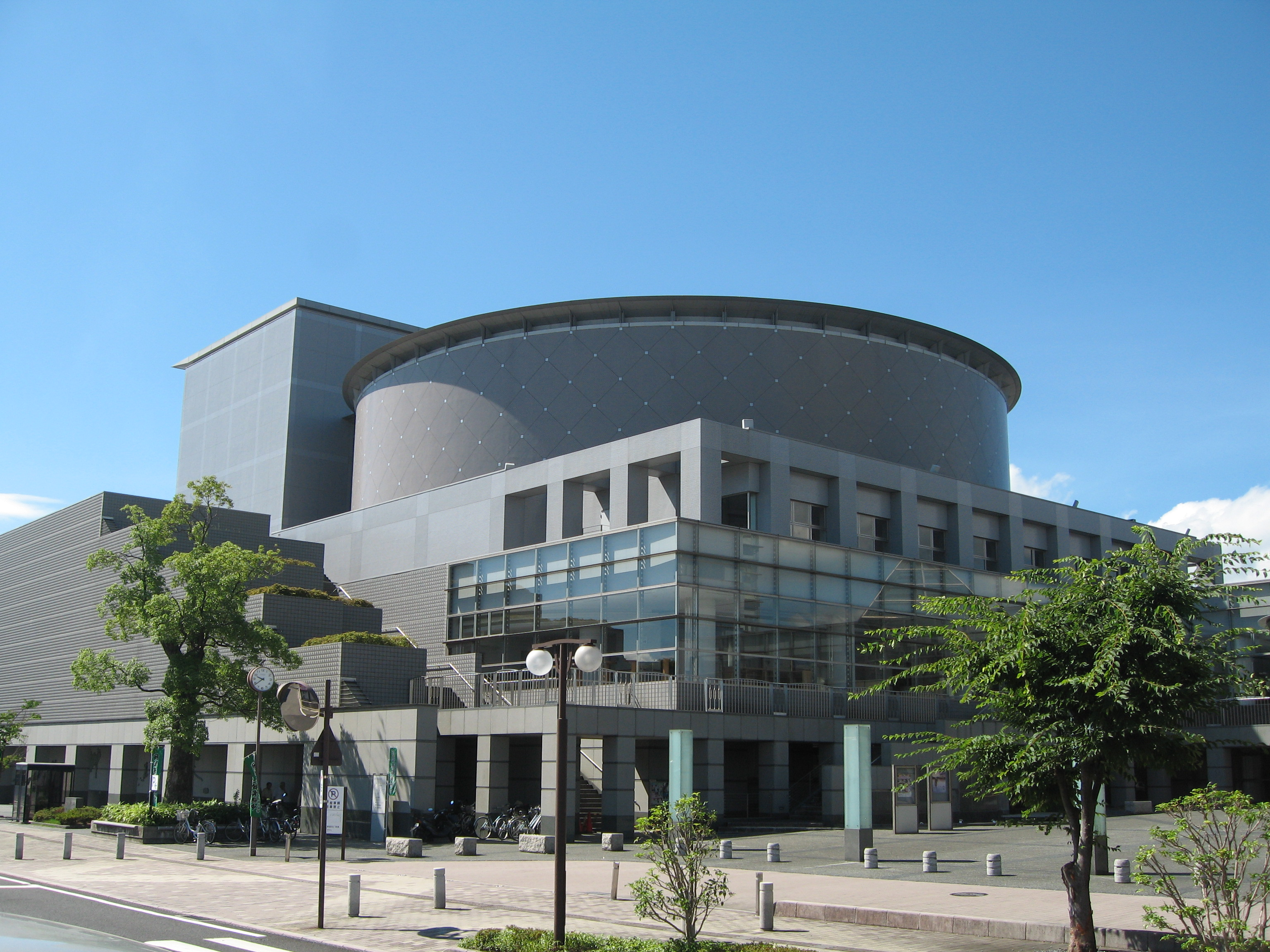
文化ホールさくらぴあ
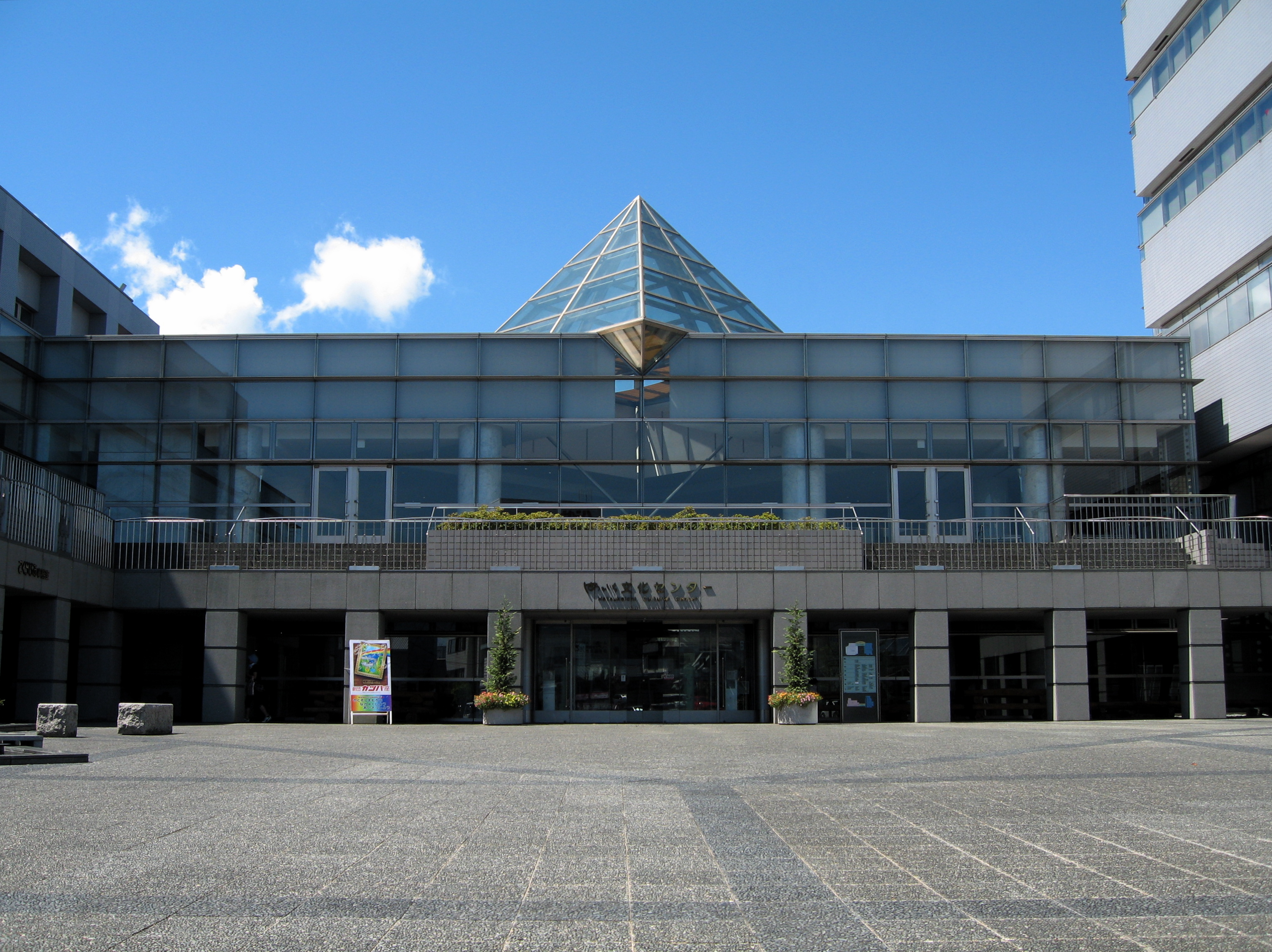
市民図書館（1F） 美術ギャラリー（2F）
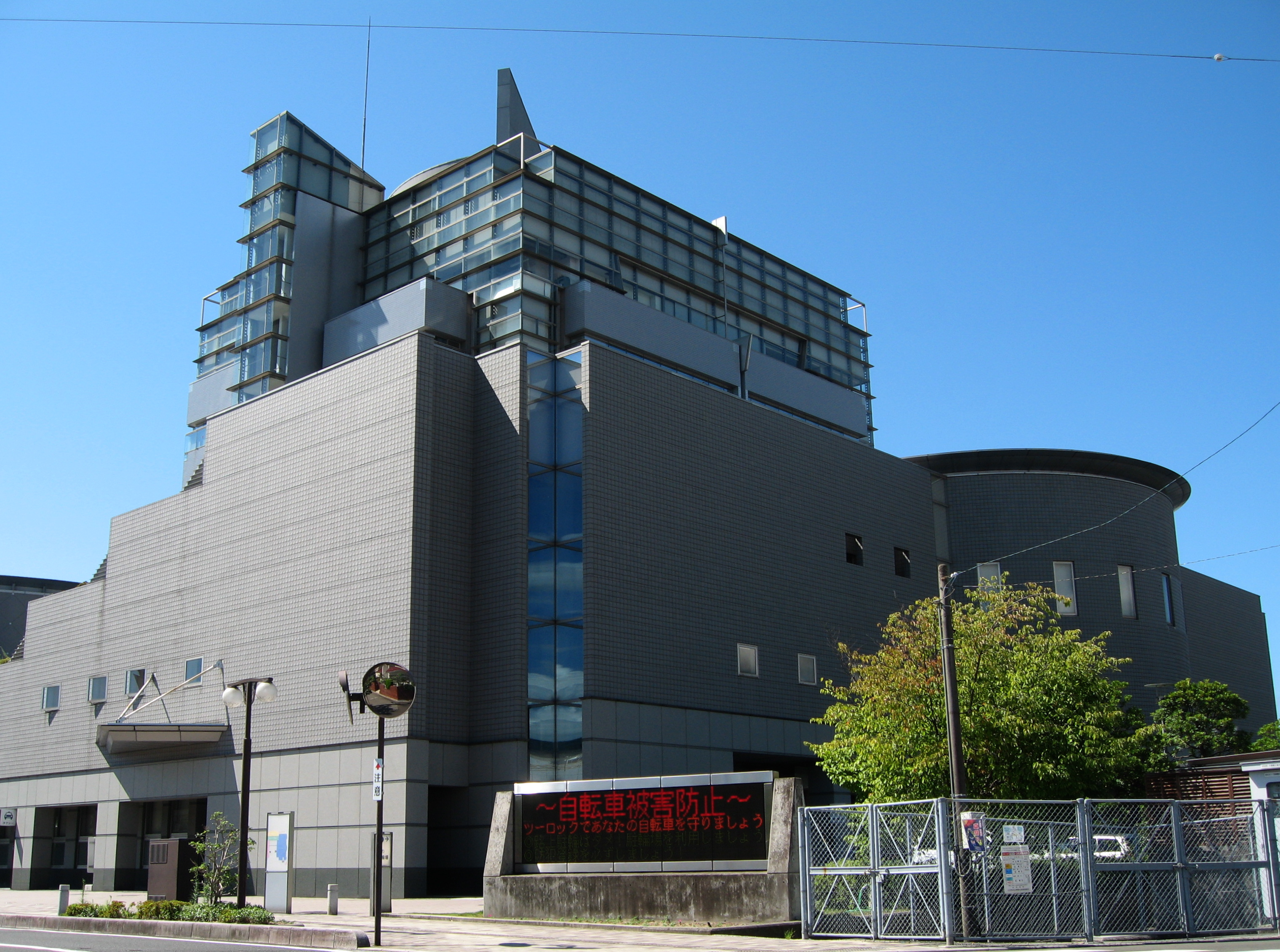
廿日市市議会

支所画像

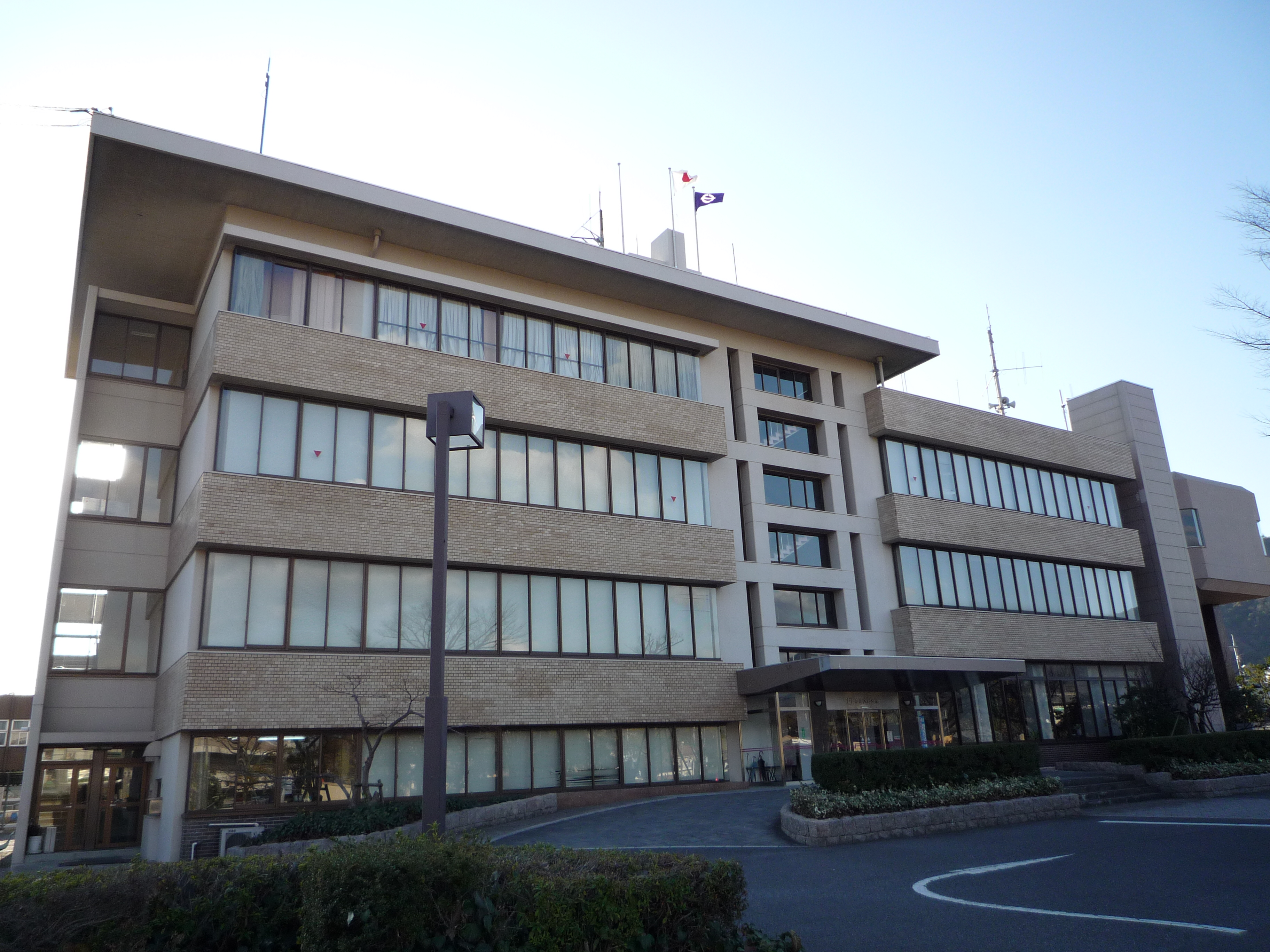
旧大野支所
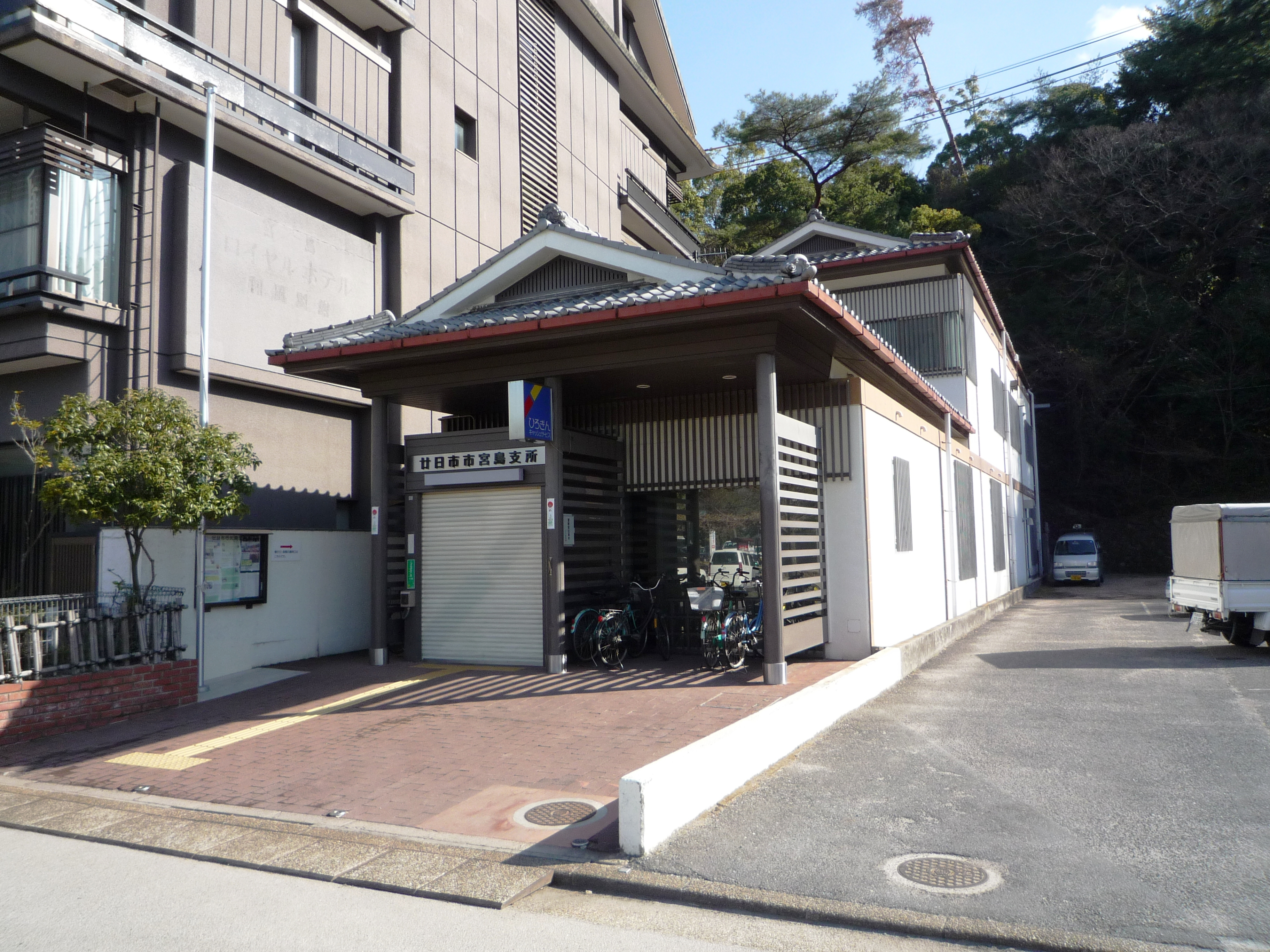
宮島支所
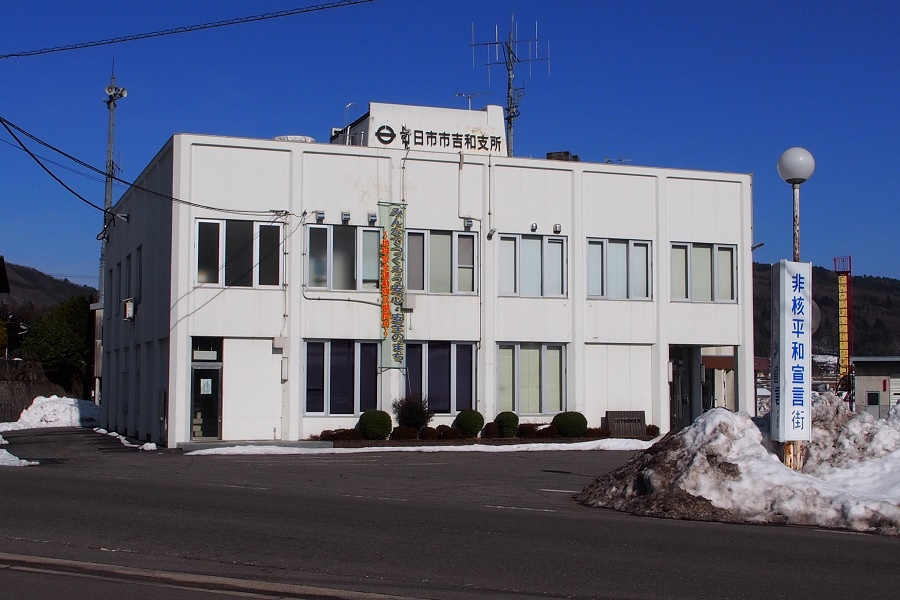
吉和支所
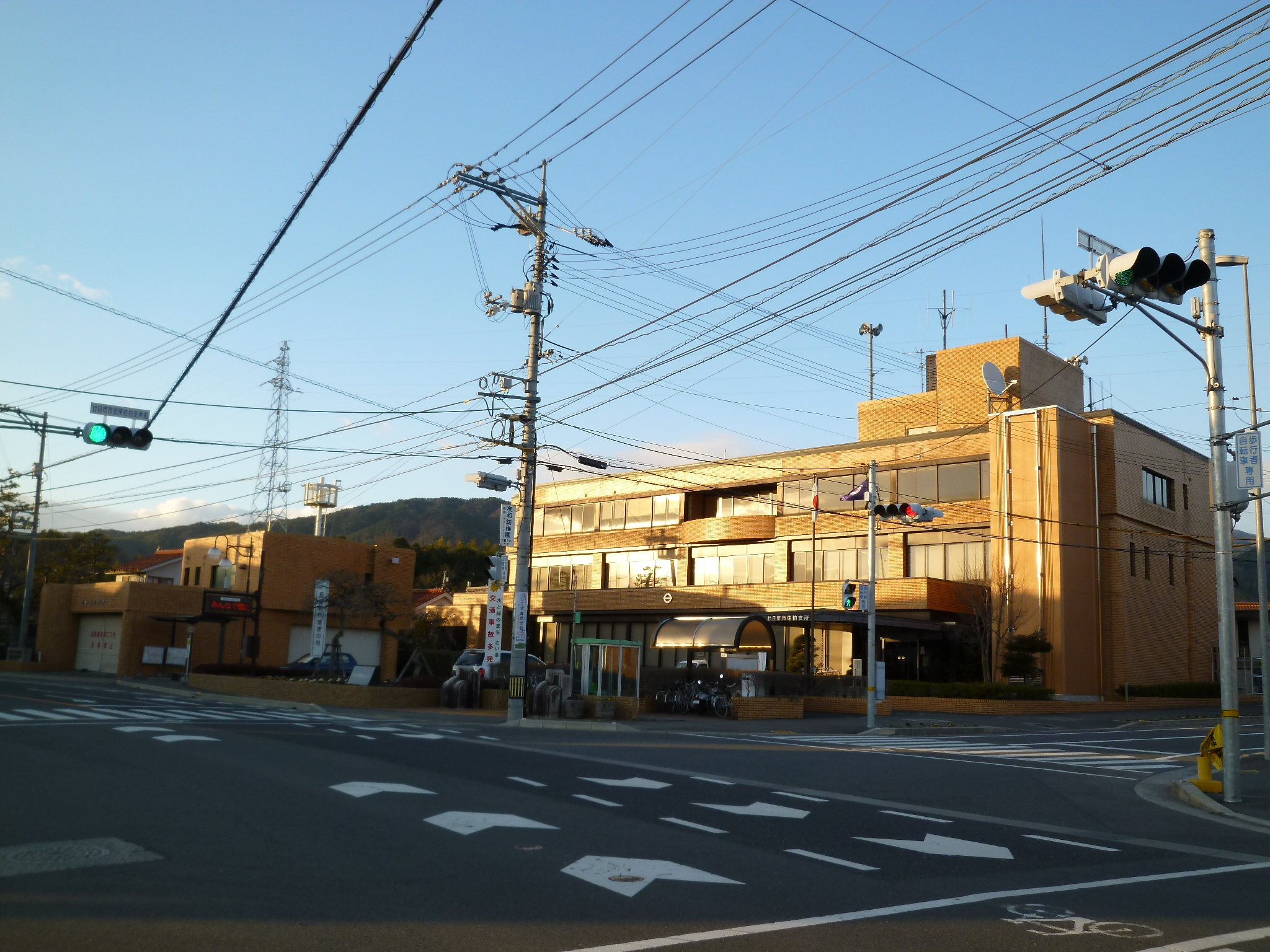
佐伯支所

## 議会

### 市議会
- 定数：28人
- 任期：2025年4月1日 - 2029年3月31日
- 議長：新田茂美[30]（無所属）（2023年4月13日 - ）※再選
- 副議長：大崎勇一[30]（公明党）（2025年4月8日 - ）

会派の構成
（2025年4月9日更新 廿日市市議会「議員名簿 会派別」を参照）

### 衆議院
- 選挙区：広島2区（広島市（佐伯区・西区）、大竹市、廿日市市、江田島市（旧能美町・沖美町・大柿町域））
- 任期：2021年10月31日 - 2025年10月30日
- 当日有権者数：404,009人
- 投票率：51.48％

| 当落 | 候補者名 | 年齢 | 所属党派   | 新旧別 | 得票数    | 重複 |
| ---- | -------- | ---- | ---------- | ------ | --------- | ---- |
| 当   | 平口洋   | 73   | 自由民主党 | 前     | 133,126票 |      |
|      | 大井赤亥 | 40   | 立憲民主党 | 新     | 70,939票  | ○    |

## 官公庁

### 国家機関
法務省
- 広島法務局廿日市支局

財務省
- 広島国税局廿日市税務署

厚生労働省
- 廿日市労働基準監督署

上記3出先機関は、いずれも廿日市地方合同庁舎（廿日市市新宮一丁目15番40号）に入居している。

## 施設

### 警察
本部
- 広島県警察 廿日市警察署

交番
- 宮内交番（廿日市市宮内）
- 地御前交番（廿日市市地御前五丁目）
- 阿品台交番（廿日市市阿品台四丁目）
- 大野交番（廿日市市梅原一丁目）
- 宮島口交番（廿日市市宮島口一丁目）
- 宮島交番（廿日市市宮島町）

駐在所
- 平良駐在所（廿日市市上平良）
- 友和駐在所（廿日市市友田）
- 津田駐在所（廿日市市津田）
- 吉和駐在所（廿日市市吉和）

### 消防
本部
旧吉和村域は広島市消防局へ委託している。
- 廿日市市消防本部

消防署
- 廿日市消防署
  - 西分署

### 医療
主な病院
- 廣島総合病院
- 廿日市記念病院
- 阿品土屋病院

### 郵便
区内の郵便物の集配は市内にある3つの郵便局（一部地域は大竹市にある大竹郵便局）で行っている。
主な郵便局
郵便番号は以下の通り。
- 廿日市郵便局: 738-00xx、738-85xx、738-86xx、738-87xx
- 佐伯郵便局: 738-02xx、738-03xx[注釈 1]
- 大野郵便局: 739-04xx、739-05xx[注釈 2]
- 大竹郵便局（所在地は大竹市）: 739-06xx

### 図書館
主な図書館
- はつかいち市民図書館 - 下平良。市庁舎や文化ホール「さくらぴあ」等と一体化した複合施設である。
- はつかいち市民大野図書館 - 大野。合併前は大野町立図書館。
- はつかいち市民さいき図書館 - 津田。合併前は佐伯町立図書館。

### 文化施設
美術館
- ウッドワン美術館 - 吉和。1996年9月開館。
- はつかいち美術ギャラリー - 下平良。
- 海の見える杜美術館 - 大野亀ヶ岡。「平等大慧会」という新宗教団体が経営している。

### 交流施設
多目的ホール
- はつかいち文化ホール - 下平良。市庁舎や市民図書館と一体化した複合施設である。

### 運動施設
- 廿日市市サッカー場
- 廿日市市総合スポーツセンター

### メディア
- FMはつかいち

## 対外関係

### 姉妹都市・提携都市

#### 海外
姉妹都市
- マスタートン市（ニュージーランド王国 ウェリントン地方）
  - 1998年（平成10年）4月21日 - 姉妹都市提携
- ハワイ郡（アメリカ合衆国 ハワイ州）
  - 2024年（令和6年）4月15日 - 姉妹都市提携[33]

提携都市
- モンサンミシェル市（フランス共和国 バス・ノルマンディー地方 マンシュ県）
  - 2009年（平成21年）5月16日 - 厳島神社において両市長立会いのもと観光友好都市提携調印[34][35]

## 経済
木材港（広島港廿日市地区）は西日本有数の木材専門港であり、周辺では輸入木材に関連した住宅産業、家具関連産業が盛んである。
また、以前はけん玉作りも盛んで、最盛期には日本国内で40%のシェアを占めていた。

### 第一次産業

#### 漁業
瀬戸内海の豊かな恵みを受けた近海漁業が盛んである。
特にカキ養殖（広島かき）は非常に盛んで、「カキいかだ」は周辺の風物詩となっている。
地御前地区の「地御前かき」は全国的なブランドとして知名度が高い。また大ぶりな「大野のアサリ」も人気がある。

### 第二次産業

#### 工業
市内に本社をおく主な企業としては、ウッドワン、チチヤス、マルニ（木工家具大手）、サクラオブルワリーアンドディスティラリー、広島醤油、フジマート、バッケンモーツアルト（本店は広島市中区）などがある、またフマキラーが本店（本社は東京都千代田区）および工場を置いている。
また、デオデオが2000年代に本社を移転し、エディオンになってからも主要拠点を引き続き置いている（登記上本店は広島市中区）。
その他、広島が発祥のカルビー（本社は東京都千代田区）広島工場、中国新聞社広島工場（広島ちゅーぴーパーク。中国新聞、朝日新聞、日刊スポーツ、デイリースポーツなどを印刷）などがある。
旧大野町時代には、サントリーの工場も存在した。

### 第三次産業

#### 商業
主な商業施設
店舗面積が5,000平方メートルを超えるものについて記述する。
- フジグランナタリー - 1999年7月10日に開店したコミュニティ型ショッピングセンター（CSC）。JR阿品駅とペデストリアンデッキで直結しており、ヒロシマナタリー跡地再開発事業で生まれたナタリーマリナタウンの中核施設となっている。13,014m2。
- tina court（ティナコート） - 新宮。2008年11月19日に開店した。スーパーマーケットのアルク廿日市店（運営会社は山口県の丸久）、家電店のエディオンなどで構成される複合商業施設である。10,586m2。
- ザ・ビッグ宮内店 - 1985年11月30日、みどり宮内店として開店したスーパー。5,782m2。
- ゆめタウン廿日市 - 2015年6月11日グランドオープン。市役所・合同庁舎・郵便局・防災拠点等が集積する廿日市市シビックコア地区に開業したコミュニティ型ショッピングセンター（CSC）。店舗面積は約50,000m2と広大で、アルパーク西棟・東棟（広島市西区、計47,069m2）やゆめタウン広島（38,700m2）よりも大きく、中国地方でもイオンモール倉敷（82,000m2）・イオンモール広島府中（64,500m2）に次ぐ規模の大型商業施設。店舗数は201店舗、従業員数2,200人（うち新規雇用1,700人）が見込まれ、地域への経済効果が期待される。

かつて存在した商業施設
- ヒロシマナタリー - 阿品。1974年（町制時代）に開園し、1996年3月に閉園した遊園地。広島都市圏を代表する遊園地の一つであった。現在、跡地に建つショッピングモール「フジグランナタリー」及び住宅地「ナタリーマリナタウン」として、名を留めている。
- チチヤスハイパーク - 大野。チチヤス乳業が経営する遊園地であったが、中国新聞社に譲渡され「ちゅーピーパーク」として再出発した。遊泳施設「チチヤスダイヤモンドプール」は「ちゅーピープール」として営業を継続したが、2024年9月1日をもって営業終了した。
- のうが高原 - 野貝原山に1965年から1986年まで存在した。
- サントリーバードサンクチュアリ - 旧大野町時代に、サントリーの工場に隣接して存在した。
- イオン廿日市店 - 地御前。1986年にニチイ廿日市ショッピングセンターとして開店し、1991年に廿日市サティ、2011年にイオンと運営母体を変えつつ地域の商業拠点として根付いていたが、2014年3月に施設老朽化のため閉店した。9,009m2。

#### 観光業
「安芸の宮島」の名で知られる厳島（宮島地区）は、世界遺産「厳島神社」のほか国宝や国の特別天然記念物など文化財・自然遺産を数多く抱え、年間を通じて多彩な行事に彩られる世界的な観光地である。宮島口桟橋の駅舎には多数の看板が掲げられているなど、世界遺産に相応しくない状態も見られ、景観への課題は残る。
沿岸部ではマリンスポーツ・釣り・海水浴など、瀬戸内海の特長を生かしたレジャー産業が盛んである。他方で北部の吉和地区においては、800メートルから1200メートルの標高を生かしたスキー・スノーボードの冬季スポーツや夏の高原レジャーが盛んである。

## 生活基盤

### ライフライン

#### 電信
- NTT西日本

市外局番
市外局番はほぼ全域が0829（廿日市MA。市内局番は20、30 - 40、44 - 59、70 - 89）。
例外は旧大野町のうち下灘、鳴川両地区と、同じく経小屋の一部、猪ノ打の一部、旧佐伯町の浅原中山の一部で、大竹市と同じ0827（市内局番は52 - 59）である。0827は山口県の岩国MAの局番なので、他地区からこの例外地区にかけると、同じ廿日市市内でありながら県外通話扱いということになる。
なお、かつて同じ0829（旧・五日市廿日市MA）だった旧五日市町地域（現・広島市佐伯区）は現在082-9**-****（広島MA）で、市外通話扱いとなっている。一方で旧湯来町地域は廿日市MAのため、今は広島市佐伯区の一部でありながら、廿日市市からは市内通話扱いとなる。

## 教育

### 大学
私立
- 日本赤十字広島看護大学

#### 短大
私立
- 山陽女子短期大学

### 高等学校
県立
- 広島県立廿日市高等学校
- 広島県立廿日市西高等学校
- 広島県立佐伯高等学校
- 広島県立宮島工業高等学校

私立
- 山陽女学園中等部・高等部

### 中学校
市立
- 廿日市市立廿日市中学校
- 廿日市市立七尾中学校
- 廿日市市立阿品台中学校
- 廿日市市立野坂中学校

- 廿日市市立四季が丘中学校
- 廿日市市立佐伯中学校
- 廿日市市立大野東中学校

### 小中一貫校
市立
- 宮島学園 （宮島小学校・宮島中学校）平成20年4月開校
- 吉和学園 （吉和小学校・中学校）平成21年4月開校
- 大野学園 （大野西小学校・大野中学校）平成27年4月開校

### 小学校
市立
- 廿日市市立廿日市小学校
- 廿日市市立平良小学校
- 廿日市市立原小学校
- 廿日市市立宮内小学校
- 廿日市市立地御前小学校
- 廿日市市立佐方小学校
- 廿日市市立阿品台東小学校
- 廿日市市立阿品台西小学校

- 廿日市市立金剛寺小学校
- 廿日市市立宮園小学校
- 廿日市市立四季が丘小学校
- 廿日市市立玖島小学校
- 廿日市市立友和小学校
- 廿日市市立津田小学校
- 廿日市市立浅原小学校
- 廿日市市立大野東小学校

### 保育園、幼稚園
※公立のみ
- 佐方保育園
- 平良保育園
- 原保育園
- 宮内保育園
- 宮園保育園
- 地御前保育園
- 阿品台東保育園
- 阿品台西保育園
- 友和保育園

- 津田保育園
- 宮島幼稚園
- 吉和保育園
- 深江保育園
- 池田保育園
- いもせ保育園
- 丸石保育園
- 鳴川保育園（廃止）

### 特別支援学校
県立
- 広島県立廿日市特別支援学校

## 交通

### 鉄道
中心となる駅はJR山陽本線の廿日市駅。ただし利用者総数が最も多いのは宮内串戸駅である。

#### 新幹線
市内に駅は存在しない。山陽新幹線が広島駅 - 新岩国駅間で当市を通過するが、トンネル区間が多い。

#### 鉄道路線
西日本旅客鉄道（JR西日本）
- 山陽本線：（広島・西広島方面）- 廿日市駅 - 宮内串戸駅 - 阿品駅 - 宮島口駅 - 前空駅 - 大野浦駅 - （大竹・岩国方面）

広島電鉄（広電）
- 宮島線：（紙屋町・広電西広島方面） - 山陽女学園前駅 - 広電廿日市駅 - 廿日市市役所前（平良）駅 - 宮内駅 - JA広島病院前駅 - 地御前駅 - 阿品東駅 - 広電阿品駅 - 宮島ボートレース場駅 - 広電宮島口駅

### 索道
広島観光開発
- 宮島ロープウェー：紅葉谷駅 - 榧谷駅 - 獅子岩駅

### バス

#### 路線バス
- 12号 四季が丘線（広電バス[41]）：（廿日市市役所前駅 - 廿日市市役所 - ゆめタウン廿日市 - ）宮内串戸駅 - 四季が丘北
- 13号 佐伯線（広電バス）：廿日市市役所前駅 - 廿日市市役所 - 宮内串戸駅 - 四季が丘南口 - 明石 - 玖島分れ - 佐伯支所 - 津田
- 15号 阿品台線（廿日市西高経由）（広電バス）：広電阿品駅 - ナタリーマリナタウン - JR阿品駅 - 廿日市西高校前 - 阿品台北 / 日赤看護大学
- 16号 阿品台線（阿品台中央経由）（広電バス）：広電阿品駅 - ナタリーマリナタウン - JR阿品駅 - 阿品台中央 - （日赤看護大学） - 阿品台北
- 55号 西広島バイパス線（広電バス）：広島バスセンター・市役所前・観音本町・鈴が台方面 - 佐方 - 四季が丘 / 阿品台北
- 高速バス 広益線「清流ライン高津川号」（石見交通[42]）：広島駅・広島バスセンター方面 - 吉和（吉和BS） - 六日市・益田駅前・石見交通本社方面
- 宮島口空港線[43]（ひろでんモビリティサービス）：宮島口 - 広島空港

#### コミュニティ交通
- 廿日市さくらバス - コミュニティバス

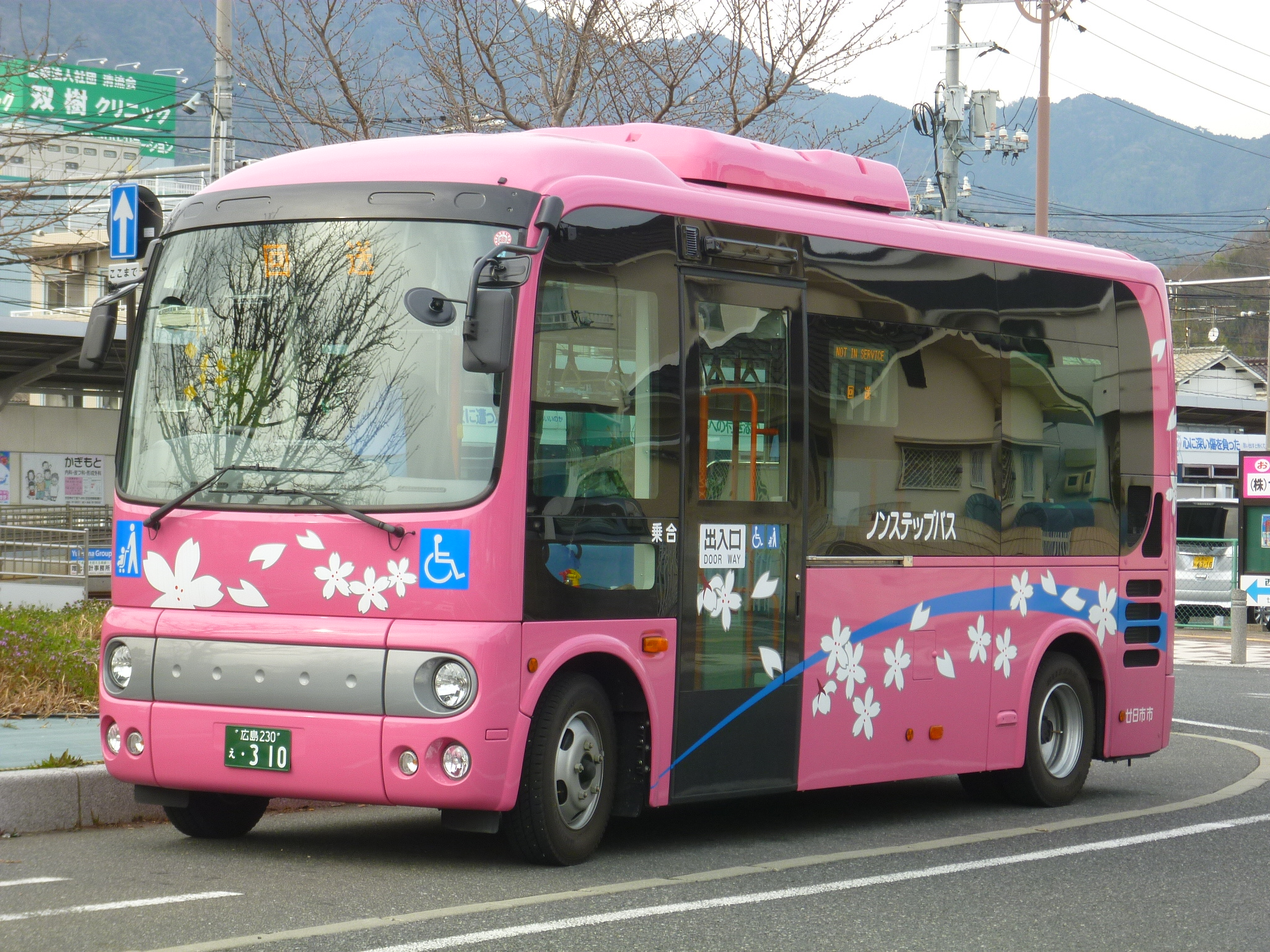
廿日市さくらバス

- おおのハートバス - コミュニティバス（大野地区）
- 吉和地域自家用有償旅客運送「ほっとバス」- 住民団体による自主運行（巡回バス・デマンドカー）、運行主体はNPO法人ほっと吉和[44]。
- 楽々キャブ（大野第一区）- 町内会による高齢者移動支援事業（無料送迎）、運転手はボランティア[45]
- 宮島乗合タクシー「メイプルライナー」[46] - 宮島島内を運行する乗合タクシー。
- 大竹・栗谷線バス[47] - 隣接する大竹市コミュニティバスの1路線。大竹交通が運行。大竹駅 - 玖波駅 - 渡の瀬（廿日市市） - 大三郎口を運行し、一部区間が廿日市市内を経由する。

### 道路

#### 高速道路
- 中国自動車道：（広島自動車道 広島北JCT・戸河内IC方面） - 吉和IC - 吉和SA/BS - （六日市IC・山口JCT 山陽自動車道方面）
- 山陽自動車道・広島岩国道路：（広島自動車道 広島JCT・五日市IC方面） - 宮島SA - 廿日市JCT - 大野IC - （大竹IC・山口JCT 中国自動車道方面）
- 広島岩国道路（連絡路）：廿日市JCT - 廿日市IC（国道2号 西広島バイパス）

#### 国道
- 国道2号（宮島街道）：広島市方面 - 廿日市市 - 大竹市方面
  - 西広島バイパス：（広島市方面） - 佐方IC - 佐方SA/BS - 平良IC - 廿日市IC（広島岩国道路） - 地御前IC - 西広島ランプ（国道2号）
- 国道186号：大竹市 - 廿日市市（中国自動車道 吉和IC） - 安芸太田町 - 北広島町 - 浜田市方面
- 国道433号：大竹市 - 廿日市市 - （七曲峠） - 広島市佐伯区湯来町 - 安芸太田町加計方面
- 国道434号：岩国市錦町方面 - （松の木峠） - 廿日市市（中国自動車道 吉和IC） - 安芸太田町加計方面
- 国道488号：廿日市市上平良 - （七曲峠） - 広島市佐伯区湯来町 - （狭路） - 廿日市市吉和（中国自動車道 吉和IC） - （通行不能区間） - 益田市

#### その他の道路
- 山口県道・広島県道2号岩国佐伯線：廿日市市浅原（国道186号） - （大型車通行困難） - 岩国市美和町方面
- 広島県道30号廿日市佐伯線：廿日市市宮内（国道2号 西広島バイパス） - 廿日市市河津原 - 廿日市市津田 - 廿日市市栗栖（国道186号）
- 広島県道42号大竹湯来線：大竹市玖波 - 大竹市松ヶ原町 - 廿日市市河津原 - （大型車通行不可） - 広島市佐伯区湯来町
- 広島県道43号厳島公園線：厳島内完結
- 広島県道289号栗谷大野線：大竹市栗田町（国道186号） - 廿日市市大野 - 大竹市松ヶ原町 - 廿日市市 大野IC（広島岩国道路） - 大野支所北交差点（国道2号）
- 広島南道路：廿日市市木材港 - （広島はつかいち大橋） - 広島市佐伯区 - 広島市西区 商工センター出入口方面
- 安芸山陽道（西国街道）
- 津和野街道

（広島県道30号廿日市佐伯線を除く主要地方道および一般県道の市内の区間の維持管理権限は、2008年（平成20年）6月に広島県から廿日市市へ移管）

#### 道の駅
- 道の駅スパ羅漢（国道186号）

### 航路

#### 港湾
- 広島港廿日市地区（木材港）
- 厳島港

#### 船舶
宮島航路
JR西日本宮島フェリー
宮島連絡船： 宮島口桟橋 - 宮島桟橋
宮島松大汽船
宮島航路： 宮島口桟橋 - 宮島桟橋
瀬戸内シーライン
広島・元宇品〜宮島航路：広島港（宇品） - グランドプリンスホテル広島前 - 宮島港3号桟橋
アクアネット広島
ひろしま世界遺産航路：元安桟橋（広島平和公園） - 宮島港3号桟橋
大野宮島航路：大野桟橋 - 宮島港3号桟橋
宮島口宮島航路：宮島口桟橋 - 宮島港3号桟橋
瀬戸内海汽船
宮島・呉ブルーライン（4-11月の土日祝限定運航）：宮島港 - 呉港
船舶で宮島を訪れる人の数は、上記のほかチャーター便などもあわせて年間283万人以上（2006年）にのぼる。

## 観光

### 百選
- かおり風景100選：厳島神社潮のかおり
- 日本の秘境100選：宮島
- 日本の白砂青松100選：包ヶ浦海岸
- 森林浴の森100選：もみのき森林公園
- 水源の森百選：冠山水源の森
- 日本百名橋：厳島 反橋
- 農山漁村の郷土料理百選：あなご飯（広島県のものとして選ばれているが、宮島口の「うえの」が最も著名。当該項目を参照）

### 名所・旧跡
廿日市地区
桜尾城跡（桂公園） - 小早川隆景居城。その後、城主のひとり桂元澄の子孫桂太郎が土地を買収して寄贈したことで桂公園の名前が付けられている。
篠尾山-廿日市天満宮
洞雲寺 - 陶晴賢墓所
速谷神社
地御前神社
極楽寺山・極楽寺
アルカディアビレッジ
佐伯地区
岩倉温泉
小瀬川温泉
吉和地区
もみのき森林公園、もみのき森林公園スキー場
女鹿平温泉、女鹿平温泉めがひらスキー場
クヴェーレ吉和
ウッドワン美術館
潮原温泉
宮島地区
日本三景「安芸の宮島」
元来は、弥山の山頂から望む多島海の景観が「日本三景」。
厳島神社および弥山原生林（世界遺産）
宮島水族館
大聖院
大野地区
妹背（いもせ）の滝
おおの自然観察の森
ちゅーピーパーク
中国新聞社広島工場。中国新聞、朝日新聞（中四国向けの大阪本社版と山口県東部向けの西部本社版を印刷）、日刊スポーツ、デイリースポーツなどを印刷。旧チチヤスハイパーク。
宮浜温泉
宮島競艇場

## 文化・名物

### 名産・特産
廿日市地区
けん玉、カキ（地御前かき）、醤油、コイ
吉和地区
わさび、あわび茸
宮島地区
もみじ饅頭、しゃもじ、宮島細工
大野地区
アサリ（大野あさり）

### 方言
全域で広島弁（安芸方言）が使われる。都市化により、他地域から転入してきた住民も増えてきてはいるが、彼らの多くがほどなく日常生活で広島弁を使いはじめるほど、広島弁の影響が強い。
なお、近接する山口弁（とくに岩国市などの山口東部方言）の影響も受けており、廿日市市内を西へ行くほどその影響が濃くなる。
廿日市市で用いられる山口弁の語彙の例
「せんない（仕方がない、面倒くさい）」「〜しちょる（〜している）」「ぶち（とても）」
それぞれ、広島弁の「たいぎい」「〜しとる」「ばり」に対応するが、ニュアンスが微妙に異なるために両方の語彙が混在している。

### スポーツ

#### 野球
- 広島東洋カープ（セ・リーグ）
  - 大野地区に広島東洋カープの屋内総合練習場がある。

#### バスケットボール
- 広島ドラゴンフライズ（Bリーグ）
  - 廿日市市スポーツセンターで試合が行われる。

#### サッカー
- 廿日市FC（広島県社会人サッカーリーグ）

## 出身関連著名人

### 出身著名人
政財界・法曹界
- 松本太郎 - 廿日市市長
- 小田貫一 - 広島市長、衆議院議員
- 八田謹二郎 - 銀行家、林業家、衆議院議員
- 桝井光次郎 - 実業家。イチジクの品種「桝井ドーフィン」の創始者
- 松本滝蔵 - 元衆議院議員、外務政務次官、内閣官房副長官。GHQに接収されていた甲子園球場を選抜中等学校野球大会（後のセンバツ）・全国中等学校野球選手権大会（夏の大会）のために返還させる交渉を行ったほか、日本の国際水泳連盟復帰交渉、学校柔道復活の折衝、アメリカンフットボール紹介・普及（日本アメリカンフットボール協会会長）など、第二次世界大戦後の日本のスポーツ復興に多くの足跡を残した。
- ダグラス・ショウ・藤崎 - 実業家

学術・文化・芸術界
- 堀田仁助 - 幕府天文方測量・天文学者（廿日市の津和野藩御船屋敷にて出生）
- 佐伯好郎 - 宗教学者・東洋学者。景教研究で知られ、戦後には廿日市町長も務めた。
- 荒木見悟 - 中国哲学者
- 中井正文 - ドイツ文学者・作家
- 佐和隆研 - 美術史家、元京都市立芸術大学学長
- 枝正義郎 - 映画監督（旧佐伯郡玖島村（現廿日市市玖島）出身）
- 木下哲哉 - ポニーキャニオン所属のアニメーションプロデューサー
- 吉田裕信 - 真言宗御室派総本山仁和寺門跡第46世
- 小林千古 - 洋画家（旧佐伯郡地御前村（現廿日市市地御前）出身）
- 豊嶋弥左衛門 - 能楽師、人間国宝（広島市生まれ、旧佐伯郡宮島町（現廿日市市宮島町）出身）
- 大田洋子 - 小説家（山県郡原村（現北広島町）生まれ、旧佐伯郡玖島村育ち）
- 梶山季之 - 小説家（京城（現ソウル）生まれ、旧佐伯郡地御前村出身）
- 清古尊 - 著作者、手形コレクター

音楽・芸能界・アナウンサー
- 天野守信 - 合唱指揮者
- 髙橋真梨子 - 歌手
- 花岡なつみ - 歌手
- DJ KOHNO - ケツメイシのDJ
- Dressing - ファンタジー系シンガーソングライター
- 松本亨 - ミュージシャン
- 田中惇之 - 俳優
- 和泉崇司 - 俳優
- 井村空美 - 女優
- 檜山修之 - 声優[50]
- 小谷亜希子 - 元モデル、タレント
- キムラミチタ - ラジオパーソナリティ
- 倉本良一 - ラジオパーソナリティ
- 青山祐子 - 元NHKアナウンサー（旧大野町出身）
- 下程ひかり - フリーアナウンサー、元長崎国際テレビアナウンサー
- 森本晴香 - フリーアナウンサー、元広島ホームテレビアナウンサー
- 杉岡沙絵子 - フリーアナウンサー、元静岡第一テレビアナウンサー、初代マツダスタジアムホームランガール
- 黒木真由 - ラジオパーソナリティ
- 東園恵 - タレント、ラジオパーソナリティ
- 深瀬智聖 - タレント、元LinQ（旧吉和村出身）

スポーツ選手
- 灰山元治 - 昭和初期の野球選手。甲子園史上初の夏春連覇、選抜初のノーヒットノーランなどで名を馳せる。
- 広瀬叔功 - 元プロ野球選手（南海ホークス）、野球評論家
- 簑田浩二 - 元プロ野球選手（阪急ブレーブス - 読売ジャイアンツ）、野球評論家
- 田口竜二 - 元プロ野球選手（南海ホークス）
- 小林宏 - 元プロ野球選手（オリックス・ブルーウェーブ - 東北楽天ゴールデンイーグルス）、オリックス・バファローズ二軍投手コーチ。1995年日本シリーズの「小林の14球」で知られる。宮内出身（宮内小学校 - 七尾中学校）。
- 稲田直人 - 元プロ野球選手（北海道日本ハムファイターズ - 横浜ベイスターズ - 東北楽天ゴールデンイーグルス）
- 柳瀬明宏 - 元プロ野球選手（福岡ソフトバンクホークス - 阪神タイガース）。小学5年時に神奈川県から四季が丘へ転居。
- 中村奨成 - プロ野球選手（広島東洋カープ）
- 内田役子 - バレーボール選手、日立リヴァーレ
- 向井久子 - バレーボール選手、元東レ・アローズ
- 高橋進 - 陸上選手（長距離走）、指導者
- 石津優 - アーチェリー選手
- 武田美智子 - 総合格闘家
- 宮本裕向 - プロレスラー
- 谷口信輝 - レーシングドライバー（旧佐伯郡出身）
- 山﨑大地 - サッカー選手（サンフレッチェ広島）

### ゆかりのある人物
- 平清盛 - 厳島神社を現在の海に浮かぶ様式に修築、平家納経（国宝）奉納。
- 小早川隆景 - 豊臣秀吉の五大老、桜尾城に居城。
- 桂太郎 - 内閣総理大臣。祖先は桜尾城城主桂元澄。その縁で、桜尾城跡の土地を購入し市に寄贈。桂公園として整備された。

## 廿日市市を舞台とする作品

### 文学
- 高倉院厳島御幸記（源通親） - 1180年の高倉上皇の厳島御幸を記した紀行文。
- 平家物語 - 巻第四に「厳島御幸」段があるほか、平家が厚く信奉した厳嶋大明神（厳島神社）に関する場面は全編に現れる。鎌倉時代成立。
- とはずがたり（後深草院二条） - 鎌倉時代後期の日記・紀行。第五巻で厳島神社に参拝する。
- 鹿苑院殿厳島詣記（今川貞世） - 1389年の足利義満の厳島詣を記した紀行文。
- 続膝栗毛（十返舎一九） - 『東海道中膝栗毛』の続編。第二編が「宮島参詣」。
- 廃墟から（原民喜） - 有名な『夏の花』に続く、原民喜による原爆三部作の一つ。原爆で被災した「私」は、廿日市町の長兄のもとに身を寄せる。1945年（昭和20年）当時の廿日市ののどかな風景が、広島市内の悲惨な描写と対照的に、象徴的に描かれている。
- 屍の街（大田洋子） - 白島で被爆した「私」は故郷の玖島村に逃れる[51]。
- 夕凪の街と人と（大田洋子） - 被爆者で小説家である主人公は宮島口のホテルで外国の核物理学者たちと面会する。
- 管絃祭（竹西寛子） - 厳島神社・地御前神社の管絃祭が描かれる[52]。
- 厳島（武内涼） - 厳島の戦いが題材[53]。

### 音楽
- 夕陽の笛 - 作詞：石本美由紀、作曲：木下忠司、歌：ひばり児童合唱団（1969年）
- 安芸の宮島 - 作詞：仁井谷俊也 / 作曲：弦哲也 / 編曲：前田俊明 / 歌：水森かおり（2009年）
- 宮島街道 - 作詞：おきせてる美 / 作曲・歌：坪北紗綾香 / 編曲：加藤健一（2010年）
- 桜と空に折り鶴を〜はつかいち平和の歌〜 - 作詞・作曲：植広佳巳 / 歌：四季が丘小学校合唱団＆ムジークシュトラーセン（2012年）
- 明日へ羽ばたけ はつかいち〜はつかいち音頭〜 - 作詞：三宅立美 / 作曲：田中一夫 / 歌：北川ひろし（2013年）

### 映画
- 地獄門（1953年） - 厳島神社が登場する。
- 太陽、海を染めるとき（1961年） - 宮島ロープウエーなど。
- フランケンシュタイン対地底怪獣（1965年）
- 夜霧の慕情（1966年）
- トラック野郎・爆走一番星（1975年） - 主人公たちが宮島を訪れる。
- カスタムメイド10.30（2005年） - 主人公（木村カエラ）が広島はつかいち大橋を原付バイクで駆け上がるシーンが撮影された。

### ドラマ
- ナンバＭＧ５八話（2022年）-主人公たちが宮島を訪れる。